# Mario Stecher
Mario Stecher, född den 17 juli 1977 i Eisenerz, är en österrikisk utövare av nordisk kombination som tävlat i världscupen sedan 1992.
Stechers första seger i världscupen kom i Oslo 1994 och sedan dess har det blivit sju segrar till i världscupen (tom jan 08). Bästa säsongen blev 1997/1998 då han slutade tvåa i den totala världscupen efter norrmannen Bjarte Engen Vik.
Stecher har deltagit i tre olympiska spel och bästa placeringen individuellt var en sjätte plats vid OS 2002. Dessutom har Stecher två medaljer från OS i stafett. Dels guld vid OS 2006, dels brons vid OS 2002.
I världsmästerskapen har Stecher tre medaljer. Individuellt har han ett silver i sprinten från VM 1999, dessutom två stafettmedaljer.
2011 tog han två lagguld i nordisk kombination med Österrike vid världsmästerskapen i Oslo.